# Horst Becker (Politiker, 1956)

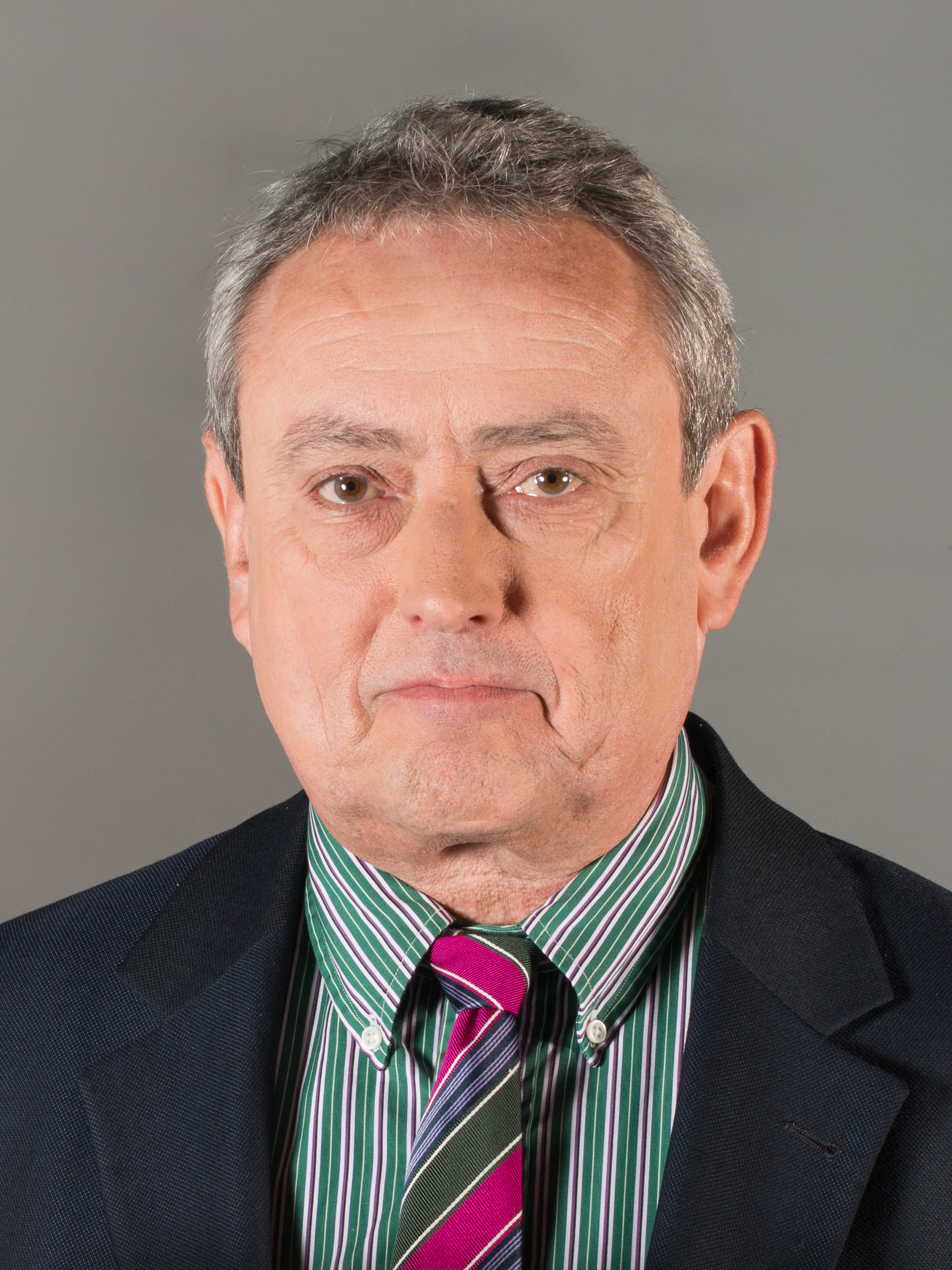
Horst Becker (2013)

Horst-Helmut Becker (* 22. Mai 1956 in Köln) ist ein deutscher Politiker (Bündnis 90/Die Grünen). Er war von 2010 bis 2017 Parlamentarischer Staatssekretär im Land Nordrhein-Westfalen und von 2005 bis 2022 Mitglied des Landtags Nordrhein-Westfalen.

## Leben
Horst Becker machte eine Ausbildung als Speditionskaufmann, arbeitete anschließend von 1977 bis 1981 in diesem Beruf und machte danach die Fachhochschulreife an der Fachoberschule Wirtschaft. Er studierte von 1982 bis 1992 Wirtschaftswissenschaft an der Universität Wuppertal. Von 1987 bis 1989 fungierte er als Geschäftsführer der Grünen-Ratsfraktion in Troisdorf, von 1992 bis 1994 als Geschäftsführer der grünen Alternative in den Räten NRW (GAR). Anschließend arbeitete Becker als Geschäftsführer der Grünen-Kreistagsfraktion Rhein-Sieg sowie bei der Rheinland-Verlags- und Betriebsgesellschaft. Von 2004 bis zu seiner Wahl in den Landtag war er Angestellter beim Landschaftsverband Rheinland.
Horst Becker ist verheiratet mit der Grünen-Politikerin und Lohmarer Bürgermeisterin Claudia Wieja und lebt in Wahlscheid.

## Partei
Becker trat 1982 der Partei Die Grünen bei und war von 2002 bis 2013 Vorsitzender des Bezirksverbandes Mittelrhein. Von 1998 bis 2006 war er Vorsitzender des Kreisverbandes Rhein-Sieg und in dieser Eigenschaft Kritiker der damaligen rot-grünen Koalition in Nordrhein-Westfalen von 2000 bis 2005. So beschloss 2000, noch vor Abschluss der Koalitionsverhandlungen zwischen SPD und Grünen, der Kreisvorstand Rhein-Sieg auf Beckers Initiative die Ablehnung der Koalitionsvereinbarung auf dem Landesparteitag. 1994 und 1998 trat er als Direktkandidat für den Bundestag im Wahlkreis Rhein-Sieg-Kreis I an und erhielt 7,3 (1994) beziehungsweise 5,1 Prozent (1998) der Erststimmen.

## Mandate
Horst Becker ist seit 1984 Ratsmitglied der Grünen in Lohmar. Dort ist er seit 2020 erneut Fraktionsvorsitzender, dieses Amt hatte er bereits bis Juni 2010 inne. Von 1988 bis zu seinem Amtsantritt als Parlamentarischer Staatssekretär im Verkehrsministerium 2010 vertrat er die Stadt Lohmar als Mitglied der Fluglärmkommission des Flughafens Köln/Bonn.
Von 1989 bis 2010 und seit 2020 gehört er dem Kreistag des Rhein-Sieg-Kreises an und war dort bis 2010 Fraktionsvorsitzender. Die gleiche Funktion übte er bis Ende 2010 auch im Regionalrat des Regierungsbezirks Köln aus.
Horst Becker war vom 8. Juni 2005 bis zum 31. Mai 2022 Abgeordneter des Landtages Nordrhein-Westfalen. In der 14. Wahlperiode von 2005 bis 2010 war er Mitglied des Kommunalausschusses, des Ausschusses für Bauen und Verkehr und stellvertretendes Mitglied im Finanzausschuss. Von 2017 bis 2022 war er Sprecher seiner Fraktion für Wirtschaftspolitik und Landesplanung.
Becker ist stets über die Landesliste in den Landtag eingezogen, zudem kandidierte er im Wahlkreis Rhein-Sieg-Kreis I. Zur Landtagswahl 2022 trat er nicht wieder an.

## Parlamentarischer Staatssekretär
Vom 15. Juli 2010 bis zum 14. März 2012 amtierte Becker als Parlamentarischer Staatssekretär für Verkehr im Ministerium für Wirtschaft, Energie, Bauen, Wohnen und Verkehr des Landes Nordrhein-Westfalen. Vom 21. Juni 2012 bis zum 1. Juni 2017 war er Parlamentarischer Staatssekretär für Angelegenheiten der ländlichen Räume im Ministerium für Klimaschutz, Umwelt, Landwirtschaft, Natur- und Verbraucherschutz des Landes Nordrhein-Westfalen.

## Positionen
Horst Becker forderte für das Verkehrsministerium eine Änderung des Allgemeinen Eisenbahngesetzes, um Direktvergaben im Schienenpersonennahverkehr zu ermöglichen. Er strebte die Einführung des Rhein-Ruhr-Express an. Insgesamt solle Nordrhein-Westfalen bei der Fortschreibung des Regionalisierungsgesetzes deutlich mehr Geld erhalten.